# Micaria otero
Espèce
Micaria otero est une espèce d'araignées aranéomorphes de la famille des Gnaphosidae.

## Distribution
Cette espèce se rencontre aux États-Unis au Nouveau-Mexique et en Californie et au Mexique au Coahuila,,.

## Description
Les mâles mesurent 2,33 mm en moyenne et les femelles de 1,99 à 3,25 mm.

## Systématique et taxinomie
Cette espèce a été décrite par Platnick et Shadab en 1986.

## Étymologie
Son nom d'espèce lui a été donné en référence au lieu de sa découverte, le comté d'Otero.

## Publication originale
- Platnick & Shadab, 1986 : « A revision of the American spiders of the genus Micaria (Araneae, Gnaphosidae). » American Museum novitates, no 2916, p. 1-64 (texte intégral).